# 薄鳅碘泡虫
薄鳅碘泡虫（学名：Myxobolus leptobotiae）为碘泡科碘泡虫属的动物。在中国，分布于四川等，营寄生生活，寄生在长薄鳅的鳃。